# Ulrika Wallenström
Kerstin Ulla Margareta Wallenström (* 16. August 1944 in Hudiksvall) ist eine mehrfach ausgezeichnete schwedische Übersetzerin.

## Leben und Werk
Nach dem Studium an der Universität Uppsala, das mit einem dem Bachelor of Arts entsprechenden Examen abgeschlossen wurde, folgte die Ausbildung zur Lehrerin an Volkshochschulen an der Lehrerhochschule Linköping. In den Jahren 1973 bis 1976 war Wallenström Amanuensis an der Universität Uppsala.
Ulrika Wallenström ist seit 1970 als Übersetzerin deutschsprachiger Literatur ins Schwedische tätig. Zu ihren wichtigsten Übersetzungen gehören die der Ästhetik des Widerstands von Peter Weiss (1976–1981) sowie die zentralen Werke von W.G. Sebald. Auch die Neuübersetzungen der Klassiker von Thomas Mann wie Buddenbrooks (2005), Der Zauberberg  (2011) und Doktor Faustus (2015) wurden von ihr durchgeführt.
Ulrika Wallenström erhält lebenslang und ohne Forderung einer Gegenleistung das staatliche schwedische Künstlergehalt.

## Übersetzungen (Auswahl)
- Alfred Döblin: Berlin Alexanderplatz (Ekstrands, 1978)
- Robert Walser: Jakob von Gunten; (Norstedts, 1980)
- Helga Schütz: Vorgeschichten oder schöne Gegend Probstein; Förhistorier (Arbetarkultur, 1983)
- Patrick Süskind: Das Parfum; Parfymen – berättelsen om en mördare (Wahlström & Widstrand, 1986)
- Natascha Wodin: Einmal lebt ich; En gång levde jag (Bonniers 1991)
- Erich Auerbach: Mimesis: Dargestellte Wirklichkeit in der abendländischen Literatur; Mimesis: verklighetsframställningen i den västerländska litteraturen (Bonniers, 1998)
- Arthur Schnitzler: Traumnovelle; Drömberättelse (Bonniers, 1998)
- Durs Grünbein: Biologisk vals (Ausgewählte Gedichte) (Norstedts, 1999)
- Jenny Erpenbeck: Tand; Smäck (Bonniers, 2003)
- Wilhelm Jensen: Gradiva. Ein pompejanisches Phantasiestück; Gradiva: ett pompejanskt fantasistycke (Gradiva) (Bonniers, 2013)
- Jenny Erpenbeck: Aller Tage Abend; Natt för gott (Bonniers 2016)

## Preise und Auszeichnungen
- 1978: Sveriges Författarfonds premium till personer för belöning av litterär förtjänst
- 1986: Svenska Akademiens översättarpris
- 1988: Stiftelsen Natur och Kulturs översättarpris
- 1994: Albert Bonniers 100-årsminne
- 1994: Elsa Thulin-priset
- 1994: Letterstedtska priset för översättningar
- 1999: Stiftelsen Natur och Kulturs översättarpris
- 2010: Samfundet De Nios översättarpris
- 2011: Samfundet De Nios översättarpris
- 2017: Gerard-Bonnier-Preis
- 2021: Litteris et Artibus